# Unione delle Forze Democratiche (Repubblica del Congo)
L'Unione delle Forze Democratiche (in francese: Union des forces démocratiques - UDF) è un partito politico congolese fondato nel 1991 da Charles David Ganao, già primo ministro dal 1996 al 1997.
Il partito sostiene il governo del presidente della Repubblica Denis Sassou Nguesso ed è guidato da Josué Rodrigue Ngouonimba, ministro dell'edilizia dal 2017.

## Risultati elettorali
| Elezione          | Seggi   |
| ----------------- | ------- |
| Parlamentari 2007 | 1 / 137 |
| Parlamentari 2012 | 1 / 136 |
| Parlamentari 2017 | 1 / 151 |